# Emma Rose
Emma Rose (Tampa, 20 febbraio 1996) è un'attrice pornografica statunitense, vincitrice dei premi Trans Performer of the Year 2023 sia agli AVN che ai XBIZ Awards.

## Biografia
Nata a Tampa, è cresciuta in una fattoria nella zona rurale della Florida che ha lasciato a 18 anni per frequentare l'università dove si è laureata in marketing.
Trasferitasi a New York con l'intenzione di continuare a lavorare nel settore, ha iniziato a lavorare come spogliarellista e, più avanti, con la creazione e distribuzione di contenuti pornografici amatoriali sul suo account Twitter. Scoperta dall'attore Cristian XXX, nel gennaio 2020 ha debuttato nell'industria pornografica con la scena She's Gonna Be A Massive Star6.
Nel 2023 ottiene i suoi primi riconoscimenti agli AVN Awards come attrice transessuale dell'anno e per la miglior scena transessuale di gruppo. Nello stesso anno è stato nominata agli XBIZ Awards miglior attrice transessuale dell'anno. Agli AVN Award 2024 ottiene per il secondo anno consecutivo il premio come miglior performer trans dell'anno, oltre alla miglior scena VR.
Ad oggi ha girato oltre 270 scene e lavorato con case di produzione quali Adult Time, Dorcel, Gender X, Kink.com, Trans Angels e Brazzers

## Riconoscimenti
AVN Awards
- 2023 – Trans Performer of the Year[7]
- 2023 - Best Transgender Group Sex Scene per The Cum Sauna con Kenzie Anne e Khloe Kay[8]
- 2024 – Trans Performer of the Year[9]
- 2024 - Best VR Trans Sex Scene per Measure Me con Dante Colle[10]
- 2025 - Best Trans Group Sex Scene per Gorgons and Goddess con Ariel Demure, Tori Easton, TS Foxxy, Brittney Kade, Khloe Kay, Kasey Kei, Leilani Li, Eva Maxim, Jade Venus e Izzy Wilde[11]

XBIZ Awards
- 2023 – Trans Performer Of The Year[5][12]
- 2024 - Trans Performer Of The Year[6]
- 2025 - Best Sex Scene - Trans per Gorgons and Goddess con Ariel Demure, Tori Easton, TS Foxxy, Gia Gunn, Brittney Kade, Khloe Kay, Kasey Kei, Leilani Li, Eva Maxim, Jade Venus, Izzy Wilde, Michael Boston e Austin Spears[13]

XRCO Awards
- 2024 - Trans Performer of the Year[14]

Transgender Erotica Awards
- 2021 - Best New Face[15]
- 2021 - Gender X Model of the Year[15]
- 2022 - Best Hardcore Performer[16]
- 2023 - Best Hardcore Performer[17]
- 2024 - Best Internet Personality[18]
- 2025 - Fan Choice Award[19]
- 2025 - Pornhub Model of the Year[19]